# Jonathan Destin
Œuvres principales
Condamné à me tuer (XO éditions)
Le Jour où j'ai brûlé mon cœur (adaptation TF1)
Jonathan Destin, né le 9 décembre 1994 à Lille et mort le 20 août 2022 à Marquette-lez-Lille, est un écrivain français. C’est l’une des figures contre le harcèlement scolaire en France.
Victime de harcèlement très tôt dans son enfance, il tente de mettre fin à ses jours le 7 février 2011.
Une fois jeune adulte, il s’engage dans une campagne de prévention nationale sur la virulence du harcèlement en milieu scolaire. Cela passe notamment par le partage de son témoignage personnel et par des échanges avec les élèves et les équipes pédagogiques.

## Biographie
Durant sa scolarité, Jonathan Destin est victime de harcèlement scolaire très sévère de la classe de CM2 jusqu'au collège. À 16 ans, le 8 février 2011, il tente de mettre fin à ses jours par le feu. Son premier livre Condamné à me tuer, publié chez XO éditions, écrit en collaboration avec Marie-Thérèse Cuny, est un ouvrage autobiographique qui retrace son histoire l'ayant conduit à cette tentative de suicide,.
À l'occasion de la journée nationale contre le harcèlement scolaire en novembre 2018, un téléfilm s'intitulant Le Jour où j'ai brûlé mon cœur, adaptation de son ouvrage, est diffusé sur la chaîne TF1. L'acteur Michaël Youn participe au casting et le téléfilm bénéficiera d'un record d'audience à sa diffusion.
La mère de Jonathan annonce que son fils est mort le 20 août 2022 dans son sommeil,. La cause du décès étant inconnue, une autopsie et une enquête de police sont diligentées. Le 27 août, sa mère annonce sur les réseaux sociaux qu'il est mort « de cause naturelle, que son cœur était fatigué, qu’il a eu trop de souffrances, trop de soins ». Ses obsèques se tiennent au matin du 29 août à l'église Saint-Amand, à Marquette-lez-Lille.

## Ouvrage
- Condamné à me tuer, (XO éditions).

## Téléfilm
- Le Jour où j'ai brûlé mon cœur (TF1).